# Port lotniczy Douala
Port lotniczy Duala – międzynarodowy port lotniczy w Duala. 

## Linie lotnicze i połączenia
| Linia Lotnicza          | Kierunek |
| ----------------------- | --- |
| Africa's Connection STP | 1. São Tomé |
| AfriJet                 | 1. Libreville |
| Air Algerie             | 1. Algier |
| Air Côte d'Ivoire       | 1. Abidżan 2. Bangi 3. Ndżamena |
| Air France              | 1. Malabo 2. Paryż-Charles de Gaulle |
| Air Senegal             | 1. Dakar-Diass |
| ASKY Airlines           | 1. Bangi 2. Johannesburg 3. Lagos 4. Libreville 5. Lomé 6. Ndżamena |
| Brussels Airlines       | 1. Bruksela |
| Camair-Co               | 1. Abidżan 2. Bafoussam 3. Bamenda 4. Bangi 5. Brazzaville (od 28 maja 2024) 6. Kotonu 7. Dakar-Diass 8. Garoua 9. Jaunde 10. Lagos 11. Libreville 12. Maroua 13. Ndżamena 14. Ngaoundéré 15. Pointe-Noire (od 13 maja 2024) |
| Congo Airways           | 1. Kinszasa |
| Cronos Airlines         | 1. Lagos 2. Malabo |
| EgyptAir                | 1. Kair |
| Ethiopian Airlines      | 1. Addis Abeba 2. Malabo |
| Kenya Airways           | 1. Nairobi |
| Royal Air Maroc         | 1. Casablanca |
| RwandAir                | 1. Bangi 2. Kigali 3. Libreville |
| Trans Air Congo         | 1. Libreville 2. Pointe-Noire |
| Turkish Airlines        | 1. Stambuł |